# Julija Bejhelzimer
Julija Bejhelzimer (ukr. Юлія Бейгельзімер, ur. 20 października 1983 w Doniecku) – ukraińska tenisistka.

## Kariera
Jest zawodniczką praworęczną, z oburęcznym backhandem. Dotychczas wygrała 3 turnieje deblowe cyklu WTA. W 2006 roku osiągała najwyższe miejsca w rankingach – 83 w singlu i 56 w deblu.
Jako profesjonalistka zadebiutowała w marcu 2001 we francuskim Cholet, przegrywając w pierwszej rundzie. Już w lipcu tego samego roku w Sezze (Włochy) wygrała pierwszą imprezę ITF. Rok 2002 był dla niej przełomowy. Wygrała trzy turnieje niższej rangi (w Lecce, Amiens i w Szczecinie). W tym ostatnim występując jako kwalifikantka. Ponadto również jako zawodniczka z eliminacji doszła do 1/2 finału w Dinan. Dzięki tym sukcesom awansowała na 159. miejsce. W następnym roku w Hajdarabadzie odnotowała debiut w turnieju głównym WTA, a także podczas US Open po udanych kwalifikacjach pierwszy raz zagościła głównej drabince imprezy wielkoszlemowej. W następnych dwóch sezonach wypadła z drugiej setki list światowych. Po kilku triumfach w ITF w 2006 powróciła do drugiej setki, a w październiku była sklasyfikowana na 83. miejscu.

## Finały turniejów WTA
| Legenda                     | Legenda |
| --------------------------- | ------- |
| Wielki Szlem                |         |
| Igrzyska olimpijskie        |         |
| WTA Tour Championships      |         |
| 1988 – 2008                 |         |
| Kategoria I                 |         |
| Kategoria II                |         |
| Kategoria III               |         |
| Kategoria IV                |         |
| Kategoria V                 |         |
| 2009 – 2020                 |         |
| WTA Premier Mandatory       |         |
| WTA Premier 5               |         |
| WTA Premier                 |         |
| WTA International Series    |         |
| WTA 125K series (2012–2020) |         |

### Gra podwójna
| Końcowy wynik | Nr | Data                | Turniej      | Nawierzchnia  | Partnerka            | Przeciwniczki                           | Wynik finału   |
| ------------- | -- | ------------------- | ------------ | ------------- | -------------------- | --------------------------------------- | -------------- |
| Finalistka    | 1. | 29 lipca 2001       | Sopot        | Ceglana       | Anastasija Rodionowa | Francesca Schiavone Joannette Kruger    | 4:6, 0:6       |
| Zwyciężczyni  | 1. | 6 października 2003 | Taszkent     | Twarda        | Tacciana Puczak      | Li Ting Sun Tiantian                    | 6:3, 7:6(0)    |
| Zwyciężczyni  | 2. | 11 lipca 2005       | Modena       | Ceglana       | Mervana Jugić-Salkić | Michaela Paštiková Gabriela Navrátilová | 6:2, 6:0       |
| Finalistka    | 2. | 24 września 2006    | Kolkata      | Twarda (hala) | Juliana Fedak        | Liezel Huber Sania Mirza                | 4:6, 0:6       |
| Finalistka    | 3. | 15 lutego 2009      | Pattaya      | Twarda        | Witalija Djaczenko   | Jarosława Szwiedowa Tamarine Tanasugarn | 3:6, 2:6       |
| Zwyciężczyni  | 3. | 13 kwietnia 2014    | Katowice     | Twarda (hala) | Olha Sawczuk         | Klára Koukalová Monica Niculescu        | 6:4, 7:5, 10–7 |
| Finalistka    | 4. | 8 marca 2015        | Kuala Lumpur | Twarda        | Olha Sawczuk         | Liang Chen Wang Yafan                   | 6:4, 3:6, 4–10 |

## Wygrane turnieje rangi ITF
| turnieje z pulą nagród 100 000 $ |
| turnieje z pulą nagród 75 000 $  |
| turnieje z pulą nagród 50 000 $  |
| turnieje z pulą nagród 25 000 $  |
| turnieje z pulą nagród 15 000 $  |
| turnieje z pulą nagród 10 000 $  |

### Gra pojedyncza
|     | Data       | Turniej  | Kat. | ($)    | Naw.     | Finalistka          | Wynik               |
| 1.  | 15/07/2001 | Sezze    | ITF  | 10 000 | ziemna   | Romana Tedjakusuma  | 6:2, 6:3            |
| 2.  | 10/02/2002 | Lecce    | ITF  | 10 000 | ziemna   | Eszter Molnár       | 6:2, 6:1            |
| 3.  | 31/03/2002 | Amiens   | ITF  | 10 000 | ziemna   | Amandine Dulon      | 7:5, 3:6, 6:3       |
| 4.  | 19/05/2002 | Szczecin | ITF  | 50 000 | ziemna   | Alena Vašková       | 2:6, 6:3, 6:3       |
| 5.  | 21/03/2004 | Orange   | ITF  | 50 000 | twarda   | Jewgienija Liniecka | 6:3, 2:6, 6:2       |
| 6.  | 02/10/2005 | Biella   | ITF  | 50 000 | ziemna   | Giulia Gabba        | 6:2, 6:4            |
| 7.  | 06/11/2005 | Mińsk    | ITF  | 25 000 | dywanowa | Agnieszka Radwańska | 7:6, 6:1            |
| 8.  | 30/07/2006 | Pétange  | ITF  | 50 000 | ziemna   | Kirsten Flipkens    | 5:7, 7:6(6), 6:4    |
| 9.  | 12/11/2006 | Zawada   | ITF  | 25 000 | dywanowa | Ana Vrljić          | 6:2, 6:0            |
| 10. | 03/10/2010 | Helsinki | ITF  | 25 000 | twarda   | Emma Laine          | 7:6, 6:0            |
| 11. | 19/02/2012 | Antalya  | ITF  | 10 000 | ziemna   | Liana Ungur         | 7:5, 7:5            |
| 12. | 27/10/2013 | Herzlia  | ITF  | 25 000 | twarda   | Kristína Kučová     | 6:3, 4:6, 5:2 krecz |